# دیوید بنر
دیوید بنر (انگلیسی: David Banner؛ زادهٔ ۱۱ آوریل ۱۹۷۴) یک موسیقی‌دان اهل ایالات متحده آمریکا است. وی از سال ۱۹۹۶ میلادی تاکنون مشغول فعالیت بوده‌است.
از فیلم‌ها یا برنامه‌های تلویزیونی که وی در آن نقش داشته است می‌توان به پیشخدمت ، ناله مار سیاه اشاره کرد.